# Eritrichium jenisseense
Eritrichium jenisseense är en strävbladig växtart som beskrevs av Porphir Kiril Nicolai Stepanowitsch Turczaninow och Dc. Eritrichium jenisseense ingår i släktet Eritrichium och familjen strävbladiga växter. Inga underarter finns listade i Catalogue of Life.